# NGC 6134
NGC 6134 هي مجرة تتبع كوكبة مسطرة النقاش. اكتشفها جيمس دنلوب في 10 مايو 1826.

## روابط خارجية
- NGC 6134 على موقع ويكي سكاي: DSS2, SDSS, GALEX, IRAS, Hydrogen α, X-Ray, Astrophoto, Sky Map, Articles and images